# Munningsbos
Het Munningsbos of Munnichsbos  (Monnikkenbos) is een natuurgebied tussen Montfort en Posterholt.
Het is een bosgebied waar langs de Vlootbeek loopt. Het is een voornamelijk droog gebied met zandduinen waarop naaldhout is geplant. Naar de beek toe vindt men achtereenvolgens: droge eikenbossen, elzenbroekbossen en natte graslanden.
In het gebied komen alle in Nederland broedende spechten voor: groene specht, zwarte specht, grote-, middelste- en kleine bonte specht. Van de insecten kan het vliegend hert worden genoemd, dat men hier aantreft.
Het gebied lig naast Nationaal Park De Meinweg, maar is in particulier bezit van de stichting Jules Geradts voor het behoud van het Munnichsbos. Ten westen van dit gebied ligt natuurgebied Het Sweeltje en in het oosten vindt men het landgoed Aerwinkel.